# Штальденрід
Штальденрід (нім. Staldenried) — громада  в Швейцарії в кантоні Вале, округ Фісп.

## Географія
Громада розташована на відстані близько 90 км на південний схід від Берна, 40 км на схід від Сьйона.
Штальденрід має площу 14,3 км², з яких на 2,8% дозволяється будівництво (житлове та будівництво доріг), 20,2% використовуються в сільськогосподарських цілях, 45,4% зайнято лісами, 31,6% не є продуктивними (річки, льодовики або гори).

## Демографія
2019 року в громаді мешкало 537 осіб (-3,6% порівняно з 2010 роком), іноземців було 2,4%. Густота населення становила 38 осіб/км².
За віковим діапазоном населення розподілялося таким чином: 15,6% — особи молодші 20 років, 60,9% — особи у віці 20—64 років, 23,5% — особи у віці 65 років та старші. Було 224 помешкань (у середньому 2,4 особи в помешканні).
Із загальної кількості 91 працюючого 31 був зайнятий в первинному секторі, 13 — в обробній промисловості, 47 — в галузі послуг.